# Wet herverdeling wegenbeheer
De Wet herverdeling wegenbeheer (WHV) van 29 oktober 1992 is een Nederlandse wet die per 1 januari 1993 de herverdeling van het wegenbeheer tussen het Rijk, de provincies, gemeenten en waterschappen regelt. Aanleiding voor deze wet was de zogenaamde Operatie Brokx-droog (vernoemd naar de commissie onder leiding van oud-CDA'er Gerrit Brokx), die in het kader van decentralisatie van overheidstaken het beheer van wegen die geen deel uitmaakte van de hoofdinfrastructuur welke van nationaal belang waren de overdracht voorzag aan lagere overheden.
Speciale status nemen een aantal gemeenten in de provincies Noord-Holland, Zuid-Holland en Zeeland in. Daar nemen niet zij, maar het waterschap waaronder zij vallen de taken betreffende wegenbeheer op gemeentelijk niveau waar.

## Geschiedenis
Tot 1992 werden er op drie niveaus wegenplannen opgesteld:
De Rijksoverheid stelde met enige regelmaat een rijkswegenplan op waarin de belangrijkste plannen stonden voor aanleg van wegen die van belang waren voor interregionaal verkeer. Wegen die in een rijkswegenplan waren opgenomen worden planwegen genoemd. Overige wegen, die niet in het rijkswegenplan zijn opgenomen, maar wel in eigendom waren van het Rijk worden planvervangende wegen genoemd.
De provincies stelden ten eerste een secundair wegenplan op voor de aanleg en beheer van wegen welke vooral een regionale functie hadden. Daarnaast stelden de provincies eveneens een zogenaamd tertiair wegenplan op welke de aanleg en beheer van lokale wegen regelde. De Secundaire wegen kregen een S-nummer, de tertiaire wegen kregen een T-nummer, waarbij elke provincie haar wegen separaat nummerde. In de praktijk betekende dat, dat elk S- en T-nummer twaalf keer voor kon komen in Nederland en dat nummers op de provinciegrens konden verspringen. Een systematiek die ten behoeve van bewegwijzering niet erg wenselijk was.
Door de aanleg van autosnelwegen vanaf het midden van de jaren 30 werden vele oude rijkswegen (die vaak hun oorsprong vonden in de tijd van dat Nederland onderdeel was van het Eerste Franse Keizerrijk) in hun interregionale functie vervangen door autosnelwegen, die niet meer door de centra van steden verliepen, maar de bebouwde kom zo veel mogelijk vermeden.
Hoewel deze inmiddels planvervangende wegen dus geen hoofdinfrastructurele functie meer hadden, bleven zij grotendeels in beheer van het Rijk.
Middels de Wet herverdeling wegenbeheer werd gepoogd een nieuw systeem op te zetten om tot een logische verdeling van het wegenbeheer te komen, waarvoor in het rijkswegenplan van 1984 de laatste hand werd gelegd. In dit plan werd voor de laatste keer het rijkswegennet onderverdeeld in planwegen en planvervangende wegen, waarbij het de bedoeling was dat de planvervangende wegen op termijn aan een lagere overheid zouden worden overgedragen.

## Wegnummering
De Wet herverdeling wegenbeheer was eveneens een moment waarop de derde en laatste fase van het wegnummeringssysteem van 1976 werd geïmplementeerd. De ‘oude’ provinciale secundaire en tertiaire wegenplannen werden beëindigd, en daarmee ook hun administratieve nummering. In het nieuwe wegnummeringssysteem werden de nummers 400 t/m 999 toegewezen aan de overige minder doorgaande bovenlokale routes. Elk nummer is uniek en kan de provinciegrenzen overschrijden.
Sinds de Nederlandse wegen in het kader van Duurzaam Veilig zijn gecategoriseerd in drie categorieën, kan buiten de bebouwde kom ruwweg de volgende indeling gemaakt worden betreft beheer:
- Stroomwegen: Rijkswaterstaat
- Gebiedsontsluitingswegen: provincies
- Erftoegangswegen: gemeenten en waterschappen

Hierbinnen is overigens geen strikte scheiding. Stroomwegen kunnen in het beheer van een provincie zijn, alsmede erftoegangswegen. Andersom kunnen gebiedsontsluitingswegen in het beheer van Rijkswaterstaat zijn. Tevens kan het zijn dat door uitbreiding van woonkernen gebiedsontsluitingswegen worden verbouwd tot erftoegangsweg, en dientengevolge aan een gemeente worden overgedragen.